# 恩里科·莱塔
恩里科·莱塔（Enrico Letta，發音：[enˌriːko ˈlɛtːa]，1966年8月20日—）意大利政治人物，曾任意大利总理、民主党副书记，众议院议员。

## 早年
生于意大利北部城市比萨，毕业于比萨大学国际法专业，随后进入比萨的圣安娜高等学校（Sant'Anna School of Advanced Studies）进修欧盟法律，并取得博士学位。他的父亲 Giorgio 是一名比萨大学的概率学教授。

## 政治生涯
1998－1999年担任欧洲事务部长，1999－2001年担任工业部长。

### 总理
2013年意大利议会选举结束两个月后，2013年義大利總統選舉，由於各政黨聯盟未能協調及選出總統候選人，最終总统乔治·纳波利塔诺成功連任。
2013年4月24日，他获得总统纳波利塔诺的组阁邀请。4月27日，他接受了组建大联合政府的建议，民主黨与中间偏右的自由人民黨和中间派公民選擇黨联合执政。4月28日，他领导的新内阁正式上任，其後通過國會兩院的信任投票。
2014年2月中旬，佛羅倫斯市長、新任民主党党魁马泰奥·伦齐（Matteo Renzi）领导的民主党高层投票决定更换政府以加快实施改革措施，使得就职10个月的莱塔被迫下台，伦齐将接任总理一职。
2014年2月13日，莱塔宣佈辞职，獲總統納波利塔諾接納。萊塔早前在社交網站留言，感謝所有幫助過他的人。

## 个人生活
已婚，妻子是Gianna Fregonara，两人育有三个儿子。